# Tóth Katalin Tünde
Tóth Katalin Tünde (Sepsiszentgyörgy, 1946. december 17.) erdélyi magyar biológus, biológiai szakíró, a biológia tudományok doktora, egyetemi tanár.

## Életútja, munkássága
Középiskolai tanulmányait szülővárosában végezte, biológus diplomát a iaşi-i Al. I. Cuza Tudományegyetemen (1971), hitoktatói oklevelet a Gyulafehérvári Hittudományi Főiskolán szerzett (1995). Szakmai pályafutását Angyaloson kezdte tanárként. 1972-től a Biológiai Kutatóközpont Iaşi–Piatra Neamţ-i Kutatóállomásának, majd 1997-től a Biológiai Tudományok Országos Kutatási és Fejlesztési Intézete Piatra Neamţ-i kutatóközpontjának tudományos munkatársa. 1995-től a budapesti Kertészeti Egyetem Nyárádszeredai Kertészmérnöki Távoktatási Tagozatának óraadója. A biológiatudományok doktora címet a iaşi-i egyetemen nyerte el (1983).
2000-től a marosvásárhelyi OGYI előadótanára, 2001-től a Sapientia EMTE csíkszeredai tagozatán előadó, 2007-től egyetemi tanár.
Több mint 200 tudományos közleménye hazai és külföldi szaklapokban jelent meg. Tagja az Európai Agrártudományi Módszerkutató Társaságnak, a Növényi Szövettenyésztés Nemzetközi Egyesületének, a Növényi Molekuláris Biológiai Nemzetközi Társaságnak, a Román Sejtbiológiai Társaságnak, a Román Biológiai Tudományos Társaságnak.

## Egyetemi jegyzetei
- Bevezetés a növénynemesítésbe (társszerzőkkel, Budapest, 1998);
- Gyógyszerészeti növénytan. I. Sejtbiológia; II. Szövettan és szervtan (Marosvásárhely, 2006–2009).

## Szakkötetei
- Modificări biochimice induse de radiaţiile gama în celula vegetală (Marosvásárhely, 2005);
- Biologie celulară (Marosvásárhely, 2006).